# Borough Fen
Borough Fen est une paroisse civile du Cambridgeshire, en Angleterre.